# Đỗ Thị Kim Thư
Đỗ Thị Kim Thư là nữ thẩm phán trung cấp người Việt Nam. Bà hiện giữ chức vụ Chánh án Tòa án nhân dân tỉnh Kon Tum.

## Xuất thân và giáo dục
Đỗ Thị Kim Thư sinh năm 1971, quê quán tại xã Kim Mỹ, huyện Kim Sơn, tỉnh Ninh Bình.
Bà tốt nghiệp cử nhân ngành luật.

## Sự nghiệp
Bà là đảng viên Đảng Cộng sản Việt Nam.
Bà nguyên là Chánh tòa Tòa dân sự Tòa án nhân dân tỉnh Kon Tum.
Ngày 8 tháng 8 năm 2018, Đỗ Thị Kim Thư, thẩm phán trung cấp, được Chánh án Tòa án nhân dân tối cao Nguyễn Hòa Bình bổ nhiệm giữ chức vụ Phó Chánh án Tòa án nhân dân tỉnh Kon Tum nhiệm kỳ 5 năm theo quyết định số 1297/QĐ-TCCB, ngày 6/8/2018.
Cũng trong ngày này, Tỉnh ủy Kon Tum chỉ định bà làm ủy viên Ban cán sự Đảng Cộng sản Việt Nam tại Tòa án nhân dân tỉnh Kon Tum.
Từ ngày 8 tháng 8 năm 2018 đến ngày 14 tháng 5 năm 2020, bà là Phó Chánh án Tòa án nhân dân tỉnh Kon Tum.
Ngày 14 tháng 5 năm 2020, bà được trao quyết định số 569/QĐ-TCCB ngày 13/5/2020 của Chánh án Tòa án nhân dân tối cao Việt Nam Nguyễn Hòa Bình bổ nhiệm giữ chức vụ Chánh án Tòa án nhân dân tỉnh Kon Tum thời hạn 5 năm kể từ ngày 15 tháng 5 năm 2020. Người tiền nhiệm của bà là ông Nguyễn Văn Dũng được thăng chức Phó Chánh án Tòa án nhân dân cấp cao tại Đà Nẵng.